# 寿昌县
寿昌县，为中国浙江省一个已经撤销的县，位于今建德市辖境西南部。1958年11月，寿昌县并入建德县。寿昌县面积588平方公里。县城位于寿昌镇。

## 历史沿革
三国东吴黄武四年（225年），析置富春县设新昌县。西晋太康元年（280年），新昌县更名为寿昌县。隋朝时并入始新县。唐朝永昌元年（689年），析雉山县再置，载初元年（690年）省，神龙元年（705年）复置。属睦州新定郡。
1958年11月21日，撤销寿昌县，全部行政区域并入建德县。

## 人口
| 年份   | 人口   | 备注           |
| ------ | ------ | -------------- |
| 1754年 | 25098  | 据民国寿昌县志 |
| 1928年 | 67091  |                |
| 1946年 | 84088  |                |
| 1949年 | 87233  |                |
| 1953年 | 106922 | 第一次人口普查 |
| 1957年 | 119906 |                |